# Стейджкоуч (Техас)
Стейджкоуч (англ. Stagecoach) — місто (англ. town) в США, в окрузі Монтгомері штату Техас. Населення — 580 осіб (2020).

## Географія
Стейджкоуч розташований за координатами 30°8′30″ пн. ш. 95°41′59″ зх. д. / 30.14167° пн. ш. 95.69972° зх. д. (30.141674, -95.699839).  За даними Бюро перепису населення США в 2010 році місто мало площу 3,05 км², з яких 2,90 км² — суходіл та 0,16 км² — водойми.

## Демографія
Згідно з переписом 2010 року, у місті мешкало 538 осіб у 196 домогосподарствах у складі 160 родин. Густота населення становила 176 осіб/км².  Було 200 помешкань (65/км²).
Расовий склад населення:
| - 93,1 % — білих - 1,5 % — чорних або афроамериканців - 1,1 % — корінних американців - 0,2 % — вихідців з тихоокеанських островів - 3,5 % — осіб інших рас |

До двох чи більше рас належало 0,6 %. Частка іспаномовних становила 11,2 % від усіх жителів.
За віковим діапазоном населення розподілялося таким чином: 24,5 % — особи молодші 18 років, 58,4 % — особи у віці 18—64 років, 17,1 % — особи у віці 65 років та старші. Медіана віку мешканця становила 45,4 року. На 100 осіб жіночої статі у місті припадало 110,2 чоловіків;  на 100 жінок у віці від 18 років та старших — 103,0 чоловіків також старших 18 років.
Середній дохід на одне домашнє господарство  становив 94 316 доларів США (медіана — 83 750), а середній дохід на одну сім'ю — 97 094 долари (медіана — 82 500). Медіана доходів становила 53 750 доларів для чоловіків та 55 982 долари для жінок. За межею бідності перебувало 9,9 % осіб, у тому числі 12,3 % дітей у віці до 18 років та 1,1 % осіб у віці 65 років та старших.
Цивільне працевлаштоване населення становило 317 осіб. Основні галузі зайнятості: науковці, спеціалісти, менеджери — 18,0 %, освіта, охорона здоров'я та соціальна допомога — 13,9 %, роздрібна торгівля — 10,1 %, будівництво — 9,1 %.